# Bergholmen, Helsingfors
Bergholmen, finska: Kalliosaari, är en ö i Finland. Den ligger i Finska viken och i kommunen Helsingfors i landskapet Nyland, i den södra delen av landet. Ön ligger omkring 12 kilometer öster om Helsingfors. Öns area är 4 hektar och dess största längd är 350 meter i sydöst-nordvästlig riktning. Ön höjer sig omkring 20 meter över havsytan.